# Lepanthes wendlandii
Lepanthes wendlandii är en orkidéart som beskrevs av Heinrich Gustav Reichenbach. Lepanthes wendlandii ingår i släktet Lepanthes och familjen orkidéer. Inga underarter finns listade i Catalogue of Life.